# Телевидение в Швеции
Телевидение в Швеции появилось в 1954 году с тестовых передач, показываемые до открытия первого телеканала от Radiotjänst два года спустя. Второй канал был запущен в 1969 году. Кабельное телевидение появлялось в 1980-е года, а в 1992 году был запущен первый цифровой телеканал.
Закрытие аналоговой службы PAL продолжалось с 19 сентября 2005 года по 15 октября 2007 года.
Как правило, нешведский контент транслируется без дублирования с субтитрами на шведском языке. Это распространяется на зарубежные интервью в программах новостей, а также на финскую новостную сводку SVT (Uutiset). Также и интервью на шведском языке транслируются с субтитрами в финских или саамских новостных сводках. Однако нешведские передачи для детей обычно дублируются на шведском языке. Независимо от целевой аудитории некоторые шоу получают шведские названия, используемые в расписании программ.
Многие из каналов, ориентированных на Швецию, транслируются из других стран (в основном из Великобритании). Это делается для того, чтобы не нарушать шведский закон о вещании, который в значительной степени ограничивает рекламу.
Зрители, находящиеся недалеко от границы с Норвегией, Данией или Финляндией, могут получать каналы из этих стран в результате распространения сигнала, а некоторые пакеты спутниковой подписки предлагают некоторые каналы из этих стран.

## История
Первые пробные телевизионные передачи были запущены 29 октября 1954 года в Королевском технологическом институте в Стокгольме. До этого некоторые шведы могли смотреть телевидение, транслируемое из других стран, в частности Дании, где в 1951 году началось трёхдневное еженедельное телевизионное вещание со стороны Statsradiofonien (Danmarks Radio).
Официальный запуск телевидения в Швеции состоялся 4 сентября 1956 года, когда служба радиовещания Radiotjänst на передатчике Nacka запустила телеканал Radiotjänst TV. Служба финансировалась за лицензионный сбор и управлялась Radiotjänst, который также отвечал за две сети радиосвязи страны. Ежедневные трансляции начались в 1957 году, а Radiotjänst был переименован в Sveriges Radio. Первая телевизионная новостная программа в Швеции, Aktuellt, начала транслироваться 2 сентября 1958 года и до сих пор продолжается на SVT2.